# Керберген
Керберген (на нидерландски: Keerbergen) е селище в Централна Белгия, окръг Льовен на провинция Фламандски Брабант. Намира се на 11 km северно от град Льовен. Населението му е около 12 400 души (2006).